# 이승무 (영화 감독)
이승무(1963년 5월 7일~)은 대한민국의 영화 감독이자 대학교수이다.

## 학력
- 동국대학교 대학원 연극영화학과 (졸업)
- 뉴욕대학교 대학원 영어영문학과 (졸업)
- 배재대학교 (졸업)

## 영화
- 2021년 《열아홉》 - 제작
- 2021년 《십개월의 미래》 - 제작
- 2021년 《거래완료》 - 프로듀서
- 2021년 《레드아이드》 - 감독
- 2020년 《어서오시게스트하우스》 - 기획
- 2020년 《허수아비》 - 감독, 각본
- 2019년 《집 이야기》 - 제작
- 2017년 《붉은바람》 - 감독
- 2017년 《싱글라이더》 - 시나리오 총괄
- 2016년 《우리들》 - 산학프로젝트 총괄
- 2010년 《워리어스 웨이》 - 감독, 각본
- 2003년 《천년호》 - 각색

## 방송
- 2012년 《TV 문학관 - 강산무진》

## 가족 관계
- 아버지 : 이어령 (1933년 12월 29일 ~ 2022년 2월 26일)
- 어머니 : 강인숙 (1933년 10월 15일 ~ )
- 첫째 누나 : 이민아 (1959년 7월 25일 ~ 2012년 3월 15일 )
  - 조카: 김유진 (1981년 ~ 2007년)
  - 조카: 장진성
  - 조카: 장진영
  - 조카: 장재영
- 둘째 남동생 : 이강무 (1966년 ~ )
  - 조카: 이수범
  - 조카: 이정범
- 자녀
  - 이다인
  - 이지인